# Ивлиева, Елизавета Михайловна
Елизавета Михайловна Ивлиева (род. 28 октября 1982, Москва) — российская спортсменка (шорт-трекистка). 2-кратная чемпионка Европы, чемпионка России и бронзовый призёр. Выступала за МГФСО и Москву.  Мастер спорта международного класса (2004).

## Биография
Елизавета Ивлиева родилась в Москве, где и начала кататься на коньках. С 3-х и до 12 лет она занималась фигурным катанием в ГБУ ДО СШОР "Москвич", но хороших результатов не показывала, поэтому ей предложили заняться шорт-треком. Решила попробовать - и понравилось. Тренировалась у заслуженного тренера России Валентина Михайловича Косаржевского.
На международном уровне она дебютировала в январе 2004 года на чемпионате Европы в Зутермере и сразу завоевала золото в эстафете с Татьяной Бородулиной, Ниной Евтеевой, Мариной Третьяковой. В том же году стала бронзовым призером чемпионата России на отдельных дистанциях в беге на 1500 м. Через год на чемпионате Европы в Турине стала двукратной чемпионкой Европы, победив в эстафете. В марте на чемпионате мира в Пекине в эстафете была 7-й, а в личном зачёте заняла 30-е место. В 2006 году выиграла бронзу в эстафете на чемпионате России. После завершения карьеры работала тренером по шорт-треку спортивной школы олимпийского резерва «Воробьевы горы» и старшим тренером национальной сборной.

## Личная жизнь
Елизавета Ивлиева замужем за Алексеем Ивлиевым, который в молодости сам был спортсменом и тренировал национальную сборную по шорт-треку. В 2000 году у них родился сын Константин, который пошёл по стопам родителей и стал серебряным призёром олимпийских игр, а также чемпионом и призёром чемпионата Европы. Елизавета окончила в 2011 году Коломенский государственный педагогический институт на кафедре физической культуры в Коломне. В 2023 году прошла повышение квалификации в московском государственном университете спорта и туризма. Работает тренером-преподавателем в ГБУ ДО «Московская академия зимних видов спорта»

## Награды
- 2022 год - Благодарность министра спорта Российской Федерации.